# Corral de Piedras de Abajo
Corral de Piedras de Abajo är en ort i Mexiko.   Den ligger i kommunen San Miguel de Allende och delstaten Guanajuato, i den centrala delen av landet, 240 km nordväst om huvudstaden Mexico City. Corral de Piedras de Abajo ligger 1 873 meter över havet och antalet invånare är 191.
Terrängen runt Corral de Piedras de Abajo är kuperad åt sydost, men åt nordväst är den platt. Runt Corral de Piedras de Abajo är det ganska tätbefolkat, med 134 invånare per kvadratkilometer. Närmaste större samhälle är San Miguel de Allende, 10,1 km nordost om Corral de Piedras de Abajo. I omgivningarna runt Corral de Piedras de Abajo växer huvudsakligen savannskog.